# Delia discalis
Delia discalis är en tvåvingeart som först beskrevs av Seguy 1925.  Delia discalis ingår i släktet Delia och familjen blomsterflugor. Inga underarter finns listade i Catalogue of Life.